# Willie Jones (Schlagzeuger, 1968)

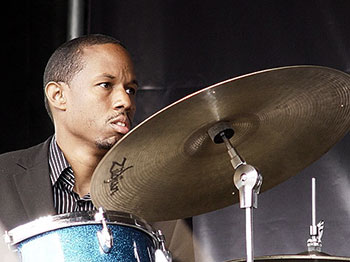
Willie Jones

Willie Jones III (* 8. Juni 1968 in Los Angeles) ist ein Schlagzeuger des Modern Jazz.
Jones, Sohn des Pianisten und Musikproduzenten Willie Jones II, war 1992 im Halbfinale der Thelonious Monk Jazz Drum Competition. In den frühen 1990er Jahren gehörte er zu den Gründern von Black Note, die mehrere Alben herausbrachte. Er spielte auch mit Horace Silver, Arturo Sandoval (1995–1998), Roy Hargrove (1998–2005), Hank Jones, Sonny Rollins, Kurt Elling und Eric Reed. Jones war unter anderem an Sandovals mit einem Grammy ausgezeichnetem Album Hot House beteiligt. Im Jahr 2000 veröffentlichte er auf seinem eigenen Label sein Debütalbum als Leader (Vol 1...Straight Swingin’). Mit dem Trio von Herbie Hancock, zu dem auch George Mraz gehörte, war er 2003 auf Tournee. Er war weiterhin für Ryan Kisor, Ernestine Anderson, Bobby Hutcherson, Wynton Marsalis, Jon Mayer und Cedar Walton tätig. 2013 erschien The Willie Jones III Sextet Plays the Max Roach Songbook (WJ3), mit Eric Reed und Stacy Dillard. Zu hören ist er u. a. auch auf Steve Davis’ Album Bluesthetic (2022) und auf Russell Malones Time for the Dancers (2017).